# Jean-Kévin Augustin
Pour les articles homonymes, voir Augustin.
Jean-Kévin Augustin, né le 16 juin 1997 à Paris, est un footballeur français qui évolue au poste d'attaquant au Motor Lublin.

## Biographie

### Jeunesse
Issu d'une famille d'origine haïtienne[source insuffisante], Augustin passe son enfance à Plaisir dans le quartier du valibout situé dans le département des Yvelines. Il commence le football au Football Olympique Plaisir avant d'être recruté par l'Athletic Club de Boulogne-Billancourt en 2006. Il rejoint ensuite le Paris Saint-Germain en 2009, à l'âge de 12 ans. 
En février 2013, alors âgé de 15 ans, il marque trois buts en quatre matchs avec les jeunes du PSG lors de la Al Kass U17 International Cup, une compétition réservée aux équipes de clubs en catégorie « moins de 17 ans », qui se dispute au Qatar.

### Carrière professionnelle

#### Paris Saint-Germain
Le 1er février 2015, Jean-Kévin Augustin signe son premier contrat professionnel d'une durée de trois ans au Paris Saint-Germain. Il joue pour la première fois avec l'équipe première le 8 avril 2015, contre l'AS Saint-Étienne en Coupe de France. Après un « une-deux » mémorable avec Olivier Dosne, il délivre une passe décisive au Suédois Zlatan Ibrahimović, qui marque ainsi son troisième but du match.

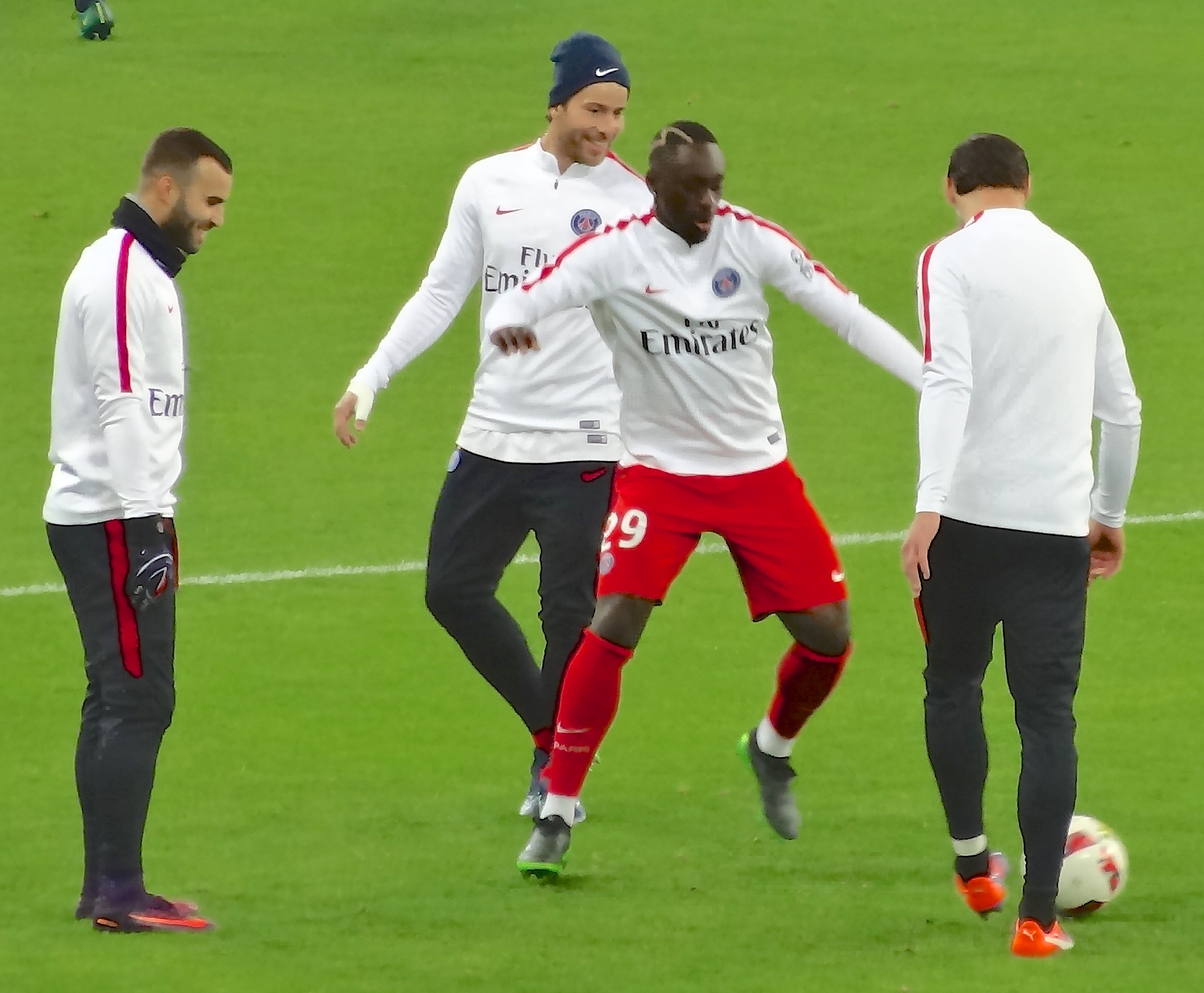
Augustin à l'échauffement, lors d'un toro avec Jesé et Maxwell.

Lors de la préparation de la saison 2015-2016, Jean-Kévin Augustin est sélectionné dans le groupe du PSG pour participer à l'International Champions Cup. Il inscrit dans cette compétition amicale trois buts en quatre apparitions. Il est titularisé pour la première fois lors d'un match de Ligue 1, contre le Gazélec Ajaccio le 16 août. Le 25 novembre 2015, Jean-Kévin Augustin participe à son premier match de Ligue des champions face au club de Malmö FF en remplaçant Zlatan Ibrahimović en fin de match.
En Ligue 1, il marque son premier but lors d'un match face à l'ESTAC Troyes remporté le 28 novembre (4-1).

#### RB Leipzig
Le 6 juillet 2017, Augustin signe un contrat de cinq ans en faveur du club allemand du RB Leipzig, évoluant en Bundesliga.
Le 16 septembre 2017, il inscrit son premier but officiel sous le maillot de Leipzig à l'occasion de la quatrième journée de Bundesliga face au Borussia M'gladbach, le match se solde par un match nul 2-2. Le 17 octobre 2017, face au FC Porto, il inscrit le premier but de sa carrière en Ligue des champions dans un match qui voit Leipzig l'emporter 3-2.
En septembre 2018, l'entraîneur Ralf Rangnick déclare que son joueur sera sanctionné à la suite d'un problème de comportement lors d'un match de Ligue Europa contre Salzbourg.

#### Prêts à Monaco et à Leeds
Le 1er septembre 2019, il est prêté pour une saison avec option d'achat à l'AS Monaco.
Le 27 janvier 2020, après treize matchs (un but en Coupe de la Ligue face à l'Olympique de Marseille) et le remplacement de Leonardo Jardim par Robert Moreno, le joueur quitte la principauté pour rejoindre Marcelo Bielsa à Leeds sous forme de prêt jusqu'à la fin de la saison.
Le 1er juillet 2020, après seulement trois apparitions, pour 48 minutes jouées sous les ordres de Marcelo Bielsa, le club annonce que son prêt ne sera pas prolongé.

#### FC Nantes
Le 6 octobre 2020, libre de tout contrat, il s'engage pour deux saisons avec le FC Nantes. Arrivé sans condition physique, Christian Gourcuff indique avant la réception de Strasbourg le 6 décembre (13e journée, défaite 0-4) qu'Augustin a été sorti de l'entraînement collectif pour qu'il retrouve une forme physique acceptable. Il suit alors une préparation individuelle avec Cyril Moine.
Le 23 février 2021, à la suite de l'arrivée d'Antoine Kombouaré au poste d'entraîneur, le club annonce qu'Augustin, Thomas Basila et Bridge Ndilu sont exclus du groupe professionnel et finiront la saison avec la réserve. L'attaquant a alors disputé 33 minutes de jeu sous le maillot nantais.
Le 4 mars 2021, à la suite d'examens médicaux poussés, le club annonce que le mauvais état physique du joueur depuis son arrivée est dû au syndrome du Covid long, séquelles à long terme engendrées par la Covid-19.
Le club explique que « le joueur va à présent poursuivre un protocole médical strict, adapté à son état de santé actuel, nécessaire au recouvrement de la totalité de ses moyens et de sa forme physique ».

#### FC Bâle
Le 18 juin 2022, après un échec au FC Nantes, Jean-Kévin Augustin s'engage libre avec le club suisse du FC Bâle pour une durée de 3 ans. Le 31 août 2024, le club annonce la fin du contrat au bout de 2 ans, d'un commun accord.

#### Motor Lublin (2025-présent)
En mars 2025, sans club depuis sept mois, Augustin signe avec le Motor Lublin,. Il marque son premier but le 9 mai 2025 contre Piast Gliwice.

### Équipe nationale
En 2012, les bonnes performances de Jean-Kévin Augustin chez les jeunes du Paris Saint-Germain entraînent sa sélection en équipe de France des moins de 16 ans avec qui il compte sept sélections et deux buts inscrits. Il joue ensuite deux matchs avec l'équipe de France des moins de 17 ans, puis est sélectionné avec les moins de 18 ans en novembre 2014.
En septembre 2015, il est  appelé en équipe de France moins de 19 ans avec laquelle il marque un but lors de son premier match, remporté 6-1 face aux USA. Un mois plus tard, il se fait de nouveau remarquer, grâce à un triplé en 26 minutes lors d'un match face à Gibraltar (victoire 0-9).
Lors de l'Euro des moins de 19 ans 2016, il inscrit un triplé contre les Pays-Bas en phases de poules lors d'une victoire des Bleuets (5-1). L'équipe de France remporte la compétition et Augustin termine meilleur buteur avec six buts, dont le dernier lors de la finale contre l'Italie (4-0).
Le 2 septembre 2017, le joueur est exclu de l'équipe de France espoirs, après avoir eu une altercation avec le sélectionneur Sylvain Ripoll. 
Un an presque jour pour jour après les faits, et alors qu'il a été réintégré au groupe entre-temps, il refuse une sélection, invoquant une fatigue musculaire. Le 4 septembre 2018, le sélectionneur Didier Deschamps condamne la situation qu'il qualifie d'« hallucinante », au vu des antécédents du joueur. Le joueur déclare quant à lui que c'est « un choix en concertation avec son club » et que « l'équipe de France ne se refuse ou ne se décline pas » mais qu'il peut « arriver que l'on doive se priver de ses honneurs en des circonstances bien particulières ». Augustin joue pourtant un match amical pendant la période où il était normalement convoqué en sélection. À la suite de cet épisode, la FFF décide d'attaquer le joueur et son club devant la FIFA. Le 8 novembre 2018, la Fédération française suspend finalement la procédure d'assignation du joueur.

## Statistiques
| Saison                | Club                  | Championnat           | Championnat | Championnat | Championnat | Coupe nationale | Coupe nationale | Coupe nationale | Coupe de la Ligue | Coupe de la Ligue | Coupe de la Ligue | Supercoupe | Supercoupe | Supercoupe | Compétition(s) continentale(s) | Compétition(s) continentale(s) | Compétition(s) continentale(s) | Compétition(s) continentale(s) | Total | Total | Total |
| Saison                | Club                  | Division              | M.          | B.          | P.d.        | M.              | B.              | P.d.            | M.                | B.                | P.d.              | M.         | B.         | P.d.       | Comp.                          | M.                             | B.                             | P.d.                           | M.    | B.    | P.d.  |
| 2014-2015             | Paris Saint-Germain   | Ligue 1               | -           | -           | -           | 1               | 0               | 1               | -                 | -                 | -                 | -          | -          | -          | -                              | -                              | -                              | -                              | 1     | 0     | 1     |
| 2015-2016             | Paris Saint-Germain   | Ligue 1               | 13          | 1           | 0           | 1               | 0               | 0               | 1                 | 0                 | 0                 | 1          | 0          | 0          | C1                             | 1                              | 0                              | 0                              | 17    | 1     | 0     |
| 2016-2017             | Paris Saint-Germain   | Ligue 1               | 10          | 1           | 1           | 1               | 0               | 0               | 1                 | 0                 | 0                 | -          | -          | -          | C1                             | 1                              | 0                              | 0                              | 13    | 1     | 1     |
| Sous-total            | Sous-total            | Sous-total            | 23          | 2           | 1           | 3               | 0               | 1               | 2                 | 0                 | 0                 | 1          | 0          | 0          | -                              | 2                              | 0                              | 0                              | 31    | 2     | 2     |
| 2017-2018             | RB Leipzig            | Bundesliga            | 25          | 9           | 5           | 1               | 0               | 0               | -                 | -                 | -                 | -          | -          | -          | C1+C3                          | 5+6                            | 1+2                            | 0+1                            | 37    | 12    | 6     |
| 2018-2019             | RB Leipzig            | Bundesliga            | 17          | 3           | 0           | 2               | 1               | 0               | -                 | -                 | -                 | -          | -          | -          | C3                             | 11                             | 4                              | 2                              | 30    | 8     | 2     |
| Sous-total            | Sous-total            | Sous-total            | 42          | 12          | 5           | 3               | 1               | 0               | -                 | -                 | -                 | -          | -          | -          | -                              | 22                             | 7                              | 3                              | 67    | 20    | 8     |
| 2019-2020             | AS Monaco (prêt)      | Ligue 1               | 10          | 0           | 0           | 1               | 0               | 0               | 2                 | 1                 | 0                 | -          | -          | -          | -                              | -                              | -                              | -                              | 13    | 1     | 0     |
| 2019-2020             | Leeds United (prêt)   | Championship          | 3           | 0           | 0           | -               | -               | -               | -                 | -                 | -                 | -          | -          | -          | -                              | -                              | -                              | -                              | 3     | 0     | 0     |
| 2020-2021             | FC Nantes             | Ligue 1               | 3           | 0           | 0           | 0               | 0               | 0               | -                 | -                 | -                 | -          | -          | -          | -                              | -                              | -                              | -                              | 3     | 0     | 0     |
| 2021-2022             | FC Nantes             | Ligue 1               | 7           | 0           | 0           | 1               | 0               | 0               | -                 | -                 | -                 | -          | -          | -          | -                              | -                              | -                              | -                              | 8     | 0     | 0     |
| Sous-total            | Sous-total            | Sous-total            | 10          | 0           | 0           | 1               | 0               | 0               | -                 | -                 | -                 | -          | -          | -          | -                              | -                              | -                              | -                              | 11    | 0     | 0     |
| 2022-2023             | FC Bâle               | Super League          | 20          | 3           | 1           | 2               | 1               | 0               | -                 | -                 | -                 | -          | -          | -          | C4                             | 7                              | 1                              | 0                              | 29    | 5     | 1     |
| Total sur la carrière | Total sur la carrière | Total sur la carrière | 108         | 17          | 7           | 10              | 2               | 1               | 4                 | 1                 | 0                 | 1          | 0          | 0          | -                              | 31                             | 8                              | 3                              | 154   | 28    | 11    |

## Palmarès

### En club
- Paris Saint-Germain
  - Champion de France en 2016
  - Vainqueur du Trophée des champions en 2015
  - Vice-champion de France en 2017

- FC Nantes
  - Vainqueur de la Coupe de France en 2022

### En sélection
Passé par toutes les sélections de jeunes, il est champion d'Europe avec l'équipe de France des moins de 19 ans en 2016, tournoi à l'issue duquel il est élu meilleur joueur et meilleur buteur.

### Distinctions individuelles
- Élu Titi d’or[39] 2014

- Membre de l'équipe-type du championnat d'Europe des moins de 19 ans en 2016.
- Meilleur buteur du championnat d'Europe des moins de 19 ans en 2016 (6 buts).
- Meilleur joueur du championnat d'Europe des moins de 19 ans en 2016.